# Kazimierz Wyka

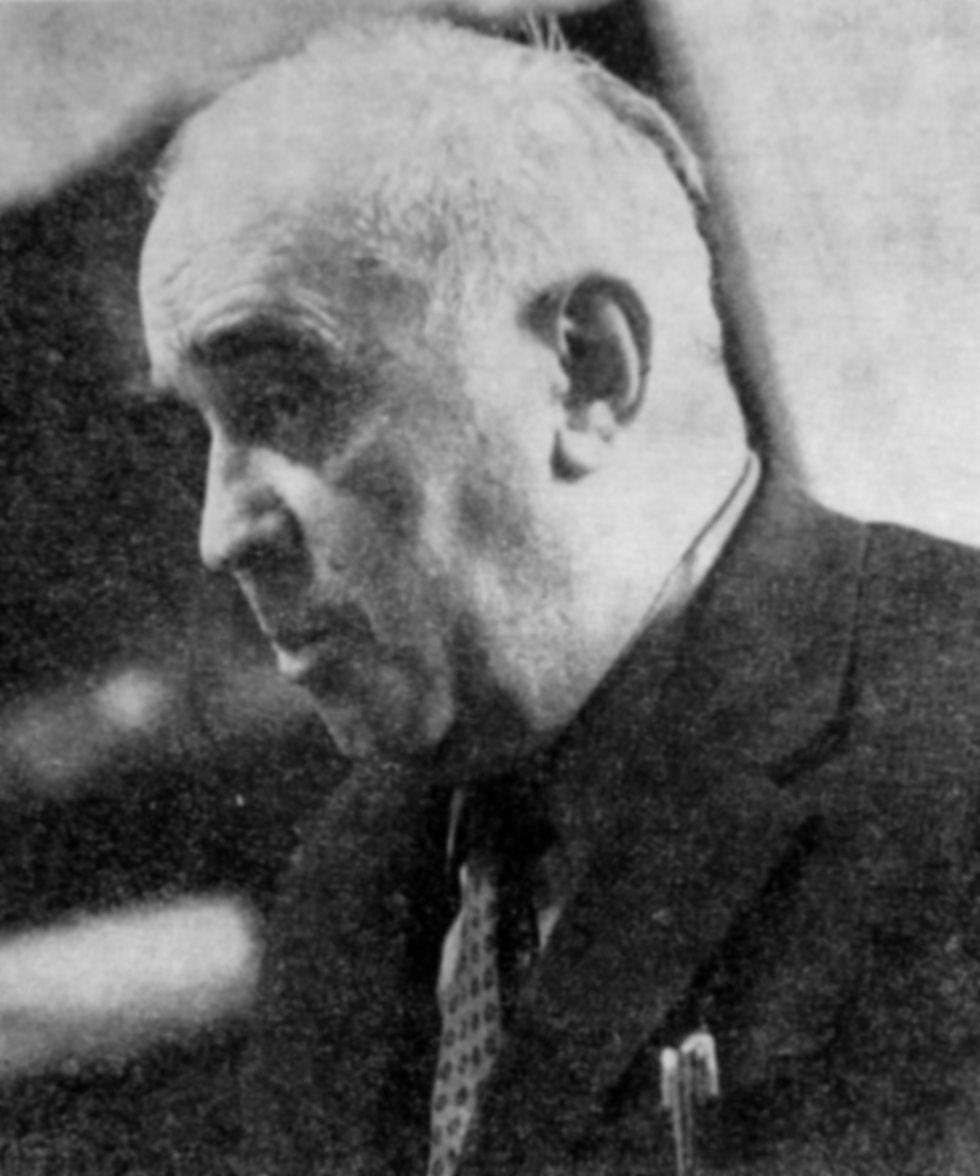

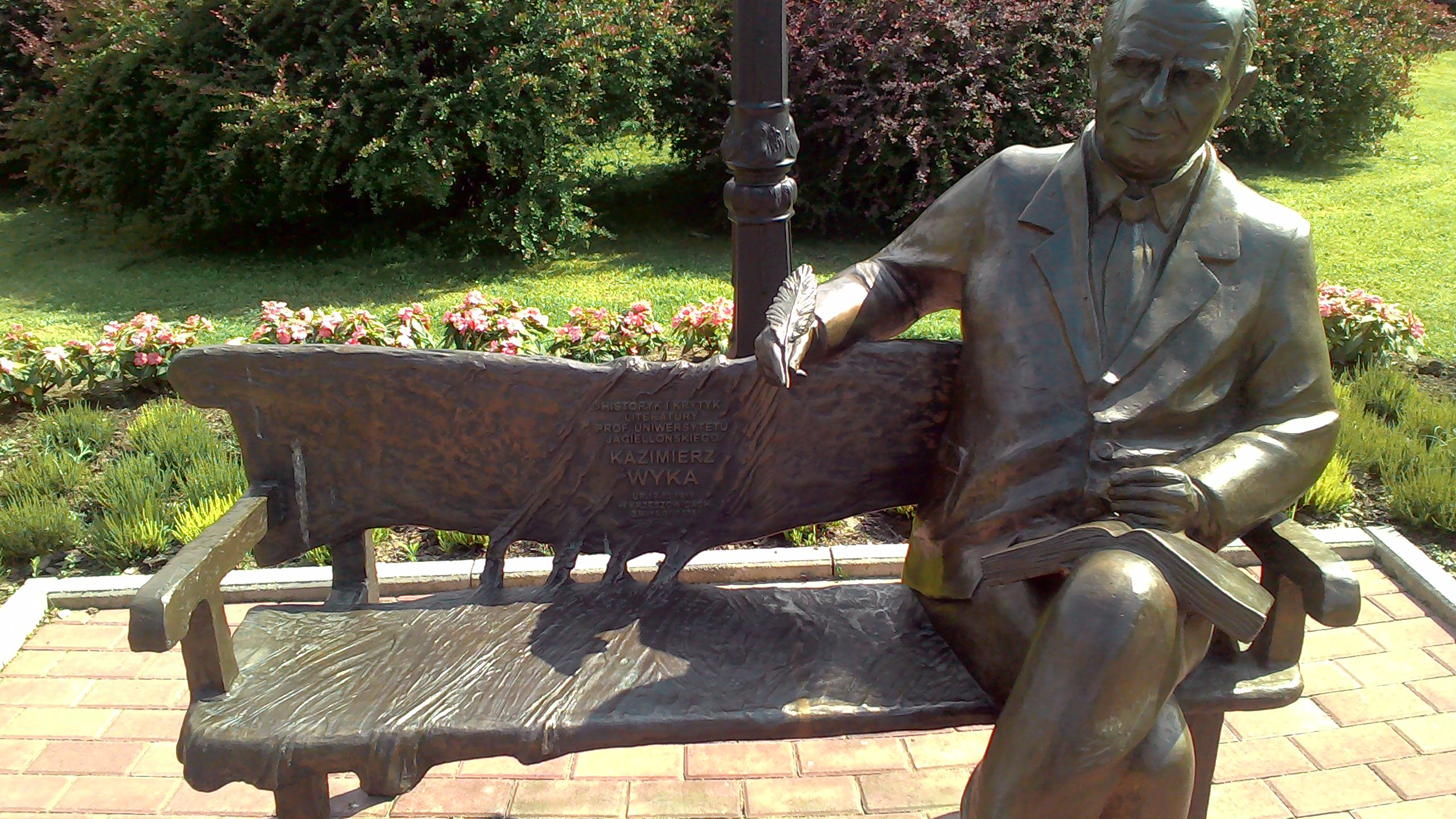
Bank in Krzeszowice

Kazimierz Wyka (* 1910 in Krzeszowice, Galizien (Österreich-Ungarn); † 1975 Krakau, Volksrepublik Polen) war ein polnischer Dichter und Literaturkritiker der Zeit des Zweiten Weltkriegs. Nach dem Krieg war er auch Universitätsprofessor und Abgeordneter zum polnischen Sejm.

## Leben
Wyka stammte aus bescheidenen Verhältnissen. Sein Vater besaß eine kleine Sägemühle. Er studierte an der  Jagiellonen-Universität Literaturwissenschaft in den Jahren 1928 bis 1932 bei unter anderem Ignacy Chrzanowski, Stefan Kołaczkowski und Kazimierz Nitsch. In den 1930er Jahren war er einer der bedeutendsten Literaturkritiker in der Zweiten Polnischen Republik. 1937 promovierte er an seiner Alma Mater in Krakau, wo er als Assistent arbeitete. Während des Zweiten Weltkriegs ging er in den Untergrund und publizierte im Geheimverlag Miesięcznik Literacki. Er befasste sich unter anderem mit der Lyrik von Krzysztof Kamil Baczyński. Nach dem Krieg wurde er 1946 habilitiert und erhielt 1948 den Ruf an die Jagiellonen-Universität. Von 1945 bis 1950 gab er die literarische Monatsschrift Twórczość heraus. 1948 war er Mitbegründer des Instituts für Literaturforschung der Polnischen Akademie der Wissenschaften und war ab 1951 Mitglied der Polnischen Akademie der Wissenschaften. Von 1952 bis 1956 war er Abgeordneter im polnischen Sejm. Von 1963 bis 1965 war er Prorektor der Jagiellonen-Universität. 1964 unterzeichnete er den offenen Brief der 34 an den Ministerpräsidenten Józef Cyrankiewicz, der sich gegen die Zensur in der Volksrepublik wandte. Er zog jedoch später seine Unterschrift zurück und unterschrieb stattdessen einen offenen Brief an die The Times, der sich gegen die kritische Berichterstattung über die Zensur in Polen und gegen das Radio Freies Europa richtete. Er wurde auf dem Krakauer Salwator-Friedhof beigesetzt. Seine Tochter ist die Literaturkritikerin Marta Wyka.